# トビタテ!留学JAPAN
トビタテ！留学JAPAN（トビタテ！りゅうがくジャパン）は、文部科学省が、グローバル人材育成施策の一環として行う留学促進キャンペーンの名称。2013年（平成25年）10月29日付けで公表された。文部科学事務次官を「留学促進広報戦略本部」本部長、株式会社ウィル・シード代表の船橋力(ふなばし ちから)をプロジェクトディレクターとする官民協働海外留学創出事業である。

## 概要
2020年をターゲットイヤーとして日本人の海外留学生（キャンペーン開始時点で大学生6万人、高校生3万人）を倍増させることを目的としていた。2013年10月29日にキャンペーン名称とロゴ・スローガンが発表された。語学力や学力が無関係であったり、留学期間が自由に設定できるなど、申請時点では非常に柔軟性が高いが、留学後の計画の変更に関しては認められないこともある。
キャンペーン開始から6年近くを経過した2018年の時点で大学生の留学者数は11万5千人と大きく増加したが、高校生に関しては2017年時点で4万人台にとどまっている。
2021年夏以降に開始される留学計画対象の派遣留学生が、大学生等コース第14期、高校生コース第7期となる。

## 学生の性被害問題
留学した女子学生が現地の日本人から性暴力を受ける事案が相次いでいることを、2021年3月に参議院の文部科学委員会で横澤高徳や梅村みずほが指摘し、萩生田光一文部科学大臣はいずれ調査する考えを示し、伯井美徳文部科学省高等教育局長は「一定の相談体制は整備しているが、うまく機能しなかったのは非常に残念」とした。

## 応援ソング
「留学応援ソング」として、AKB48の「恋するフォーチュンクッキー」の替え歌である「トビタテ!フォーチュンクッキー」が、元歌の作詞者である秋元康の協力と作詞により制作された。制作にあたっては安倍晋三首相と下村博文文部科学大臣（当時）が、秋元宅を訪ねて食事をともにするなどした。
制作発表は、2013年12月15日に早稲田大学で開催された「第1回 Go Global Japan Expo」のイベント内で、AKB48『トビタテ！留学JAPANスペシャルユニット（高橋みなみ、横山由依、梅田彩佳、島崎遥香、中村麻里子、峯岸みなみ、高城亜樹、鈴木まりや）』により行われた。
2014年2月13日には、制作発表時のAKB48の『トビタテ！留学JAPANスペシャルユニット』、GGJ採択大学など47大学の学生、下村文科大臣（当時）のほか、文部科学省職員が踊る映像を1曲に編集したミュージックビデオ『トビタテ！フォーチュンクッキー 留学JAPANバージョン』がYouTube上に公開された。